# Polyommatus splendens
Polyommatus splendens är en fjärilsart som beskrevs av Otto Staudinger 1881. Polyommatus splendens ingår i släktet Polyommatus och familjen juvelvingar. Inga underarter finns listade i Catalogue of Life.